# Giorgio Melazzi
Giorgio Melazzi (Bellagio, 15 marzo 1950) è un attore, doppiatore e comico italiano.

## Biografia
Appartiene ai doppiatori attivi negli studi di Milano; lavora spesso in radio, ma a volte collabora anche con agenzie pubblicitarie.
Negli anni novanta ha doppiato Stan Laurel di Stanlio e Ollio in alcune riedizioni dei loro film d'epoca.
È principalmente conosciuto per aver dato voce all'ispettore Gadget dell'omonima serie animata e ad alcuni personaggi dei videogiochi come Max Payne e Master Chief.

## Doppiaggio

### Cinema
- Stan Laurel in Anniversario di nozze (3ª ediz.), Ospedale di contea (3ª ediz.), La scala musicale (4ª ediz.) e L'eredità (4ª ediz.)
- Tim Curry in La famiglia Addams si riunisce
- James Belushi in Un poliziotto a 4 zampe 3
- Billy Crystal in My Giant
- Dave Thomas in Beethoven 5
- John Savage in Hunting
- Tamer Hassan in The Calcium Kid
- Efrain Figueroa in Star Maps
- Colm Meaney ne Il viaggio

### Serie televisive
- Stephen Yates, Michael O'Leary e Justin Deas in Sentieri
- Earl Hindman in I Ryan
- Mark Arnold in Rituals
- Flávio Migliaccio in Magia
- Richard Dreyfuss in A prova di errore
- David Downing in Omicidi e incantesimi
- Robert Davi in Call Me: The Rise and Fall of Heidi Fleiss
- Tom Wopat in Meteoriti!
- Barry Bostwick in Ricordi di guerra
- Elliott Gould in Shining
- Simon MacCorkindale in Manimal
- Chuck Wagner in Automan
- James Read in Mai dire sì
- Boyd Gaines in Angela's Eyes
- Robert Ito in Quincy
- John Ritter in Tre cuori in affitto
- Mike Evans ne I Jefferson (primi 4 episodi)[2]
- Johnny Wayne in Wayne & Shuster
- Michael McManus in Lewis & Clark
- James Warwick in In due s'indaga meglio
- Lou Bonacki in Law & Order: Criminal Intent
- Nicholas Farrell in The Crown
- Bosco Hogan in Vikings: Valhalla

### Film d'animazione
- Raz in Aida degli alberi
- Kenpachi Zaraki in Bleach: Memories of Nobody
- Robert Kaufman in Scooby-Doo e il viaggio nel tempo
- L'ispettore Gadget in La grande impresa dell'ispettore Gadget
- Arsenio Lupin III in Lupin III - La pietra della saggezza (terzo doppiaggio)
- Upa in Lamù - Boy Meets Girl: Un ragazzo, una ragazza
- Mr. 2 Von Clay in One Piece - Un'amicizia oltre i confini del mare

### Serie animate
- Damian in I Cavalieri dello zodiaco, Saint Seiya - I Cavalieri dello zodiaco
- Fozzie in Muppet Babies
- Wendal in Tazmania
- Zed in Scuola di polizia
- Dave Seville in Alvin rock 'n' roll
- Ossobuco in SuperTed
- Henry Mitchell in Denny
- Gadget in L'ispettore Gadget (2ª edizione)
- Gadget, Fidget e Didget in Gadget e Gadgettini
- Howard in Jem
- Emmett Brown in Ritorno al futuro
- Comandante Cobra in G.I. Joe: A Real American Hero
- Skeletor in He-Man
- Dracula in Little Dracula
- Baxter Stockman (1ª voce) in Tartarughe Ninja alla riscossa
- Twiggy in Le avventure di Teddy Ruxpin
- Arsenio in Memole dolce Memole
- Al Capone in Viaggiando nel tempo
- Signor Hutton in Moominland, un mondo di serenità
- Sakurambo in Lamù
- Tabaqui in Il libro della giungla
- Signor Marmotta in Franklin and Friends[3]
- Dottor Mortimer in Cosa c'è nella palude?
- John in A tutto gas
- Gerolamo in Ryo, un ragazzo contro un impero
- Sanchez in City Hunter
- Akubon in Kyashan - Il ragazzo androide
- Commander in Transformers the Rebirth (3ª serie)
- Naoto in God Mars
- Mr. 2 Von Clay (4ª voce), Smoker (ep. 736) e Gatto-Vipera in One Piece
- Shiranami Tsuchigumo in Naruto Shippuden
- Bully Attila in Super Mario
- Rapido in Ratti matti
- Principe ranocchio in Le fiabe son fantasia
- Tanaka in Cyberpunk: Edgerunners
- Brokr in Dragonero - I Paladini

### Videogiochi
- Halo 2[4], Halo 3[5], Halo 4[6], Halo 5: Guardians[7], Halo: Reach[8], Halo Infinite (Master Chief)
- Max Payne, Max Payne 2: The Fall of Max Payne (Max Payne)
- Hitman: Blood Money[9] (Agente 47)
- Fuzzy e Floppy - Il raggio magico[10] (Miguel l'ape d'oro e narratore)
- Halo: Combat Evolved[11] (Soldato Jenkins, Soldato Mendoza e Marines)
- l tesoro di Venezia (narratore)
- Assassin's Creed III[12] (Silas Thatcher, Benedict Arnold)
- Assassin's Creeed III; Liberation (Gilbert Antoine de Saint-Maixent)[13]
- Broken Sword: Il segreto dei Templari[14] (Khan, poliziotto in ospedale, venditore di tappeti)
- Broken Sword II: La profezia dei Maya[15] (Clease, Renaldo, Suonatore di Tamburo e Ramirez)
- Half-Life[16], Half-Life: Opposing Force[17] (Scienziati di Black Mesa)
- Diablo II[18] (Deckard Cain, Diablo, Vagabondo e Kaelan)
- Diablo II: Lord of Destruction[18] (Deckard Cain e Nihlathak)
- Diablo III[19] (Arcivescovo Lazarus e Cyrus)
- Zork Grand Inquisitor (Antharia Jack, Belboz, Torcia tremante)
- Isola LEGO (l'Informatto)
- Tomb Raider II (Fabio e fratello Chan)
- Gabriel Knight 3: Il mistero di Rennes-le-Château[20] (Gabriel Knight)
- Mass Effect 3 (Cancelliere Turian)
- Hollywood Monsters[21] (Ron Ashman)
- StarCraft (James Raynor)
- Galline in fuga - Chicken Run[22] (Mister Tweedy)
- Tomb Raider: Chronicles - La leggenda di Lara Croft (Winston e l'uomo impiccato)
- A sangue freddo[23] (Byrdoy Tolstov)
- Warcraft III: Reign of Chaos (Kel'Thuzad, Balnazzar e Sacerdote)
- Syberia (Hans Voralberg)
- Harry Potter e la camera dei segreti[24] (Gilderoy Allock)
- Harry Potter e l'Ordine della Fenice[25] (Cornelius Caramell)
- Vampire: The Masquerade - Redemption (Mercurio, Pink)
- Mafia: The City of Lost Heaven (Frank Colletti)
- Crash Nitro Kart[26] (Aku Aku, Nash e Geary)
- Spyro: A Hero's Tail (Hunter e Red)
- Crash Twinsanity[27] (Aku Aku e Victor)
- Syberia II (Hans Voralberg)
- Crash Tag Team Racing[28] (Willie Wumpa Cheeks)
- Kane & Lynch: Dead Men[29] (Capo dei Sette)
- Call of Duty 4: Modern Warfare[30] (Capitano Price)
- Crash of the Titans[31] (Aku Aku)
- Crash: Il dominio sui mutanti[32] (Aku Aku)
- League of Legends (Gangplank)
- Legends of Runeterra (Gangplank)
- Borderlands 2[33] (Shade)
- Crash Team Racing Nitro-Fueled[34] (Nash e Grosso Norm)
- Aliens versus Predator 2[35] (Dottor Eisenberg e Ivan)
- Amerzone[36] (Edouard Mulot e Soldato della taverna)
- Black Dahlia[37] (Peter Merylo, Louie the Fish, Sergente Richards e poliziotto)
- The Black Mirror[38] (Padre Frederick, Richard Gordon e Dottor Smith)
- Blade Runner[39] (Agente Jack, fotografo e Baker)
- Blinky Bill e la caverna dei fantasmi[40] (Danny Dingo, Shifty Dingo e Signor Rabbit)
- Caesar III[41] (Missionario, Patrizio, Plebeo, Sacerdote, Insegnante e Auriga)
- Caesar IV[42] (Spettacoli, Patrizio, Esattore, Gioielliere, Borsaiolo e Pastore)
- Colpo grosso a London Tower[43] (Istruttore)
- Command & Conquer: Generals[44] (Carro Gatling, Camion Bomba e Buggy Lanciarazzi)
- Commandos: Dietro le linee nemiche[45] (Berretto Verde e Gregor McRae)
- Commandos 2: Men of Courage[46] (Ladro, Berretto Verde e Santone)
- La Cosa[47] (Dottor Faraday, Burrows e Cohen)
- Crash Bash[48] (Uka Uka)
- L'enigma di Master Lu[49] (Robert Ripley)
- E.R. - Medici in prima linea (Dottor Van Deer)[50]
- Evidence (Sen. McCrowny e Bigliettaio)[51]
- Faraon (Dottore, Mummificatore, Guardia, Cacciatore di Uccelli, Magistrato, Guardia cittadina, Sacerdote di Ptah, Magistrato Senet, Ladro e Trasportatore d'acqua)[52]
- The Feeble Files (Feeble)[53]
- Freddi Pesce - Il caso dei maialini con le pinne (Pesce Sega)[54]
- Gas-Gas entra in gara (Signor Fendinebbia e Maxy)[55]
- Ghostbusters: Il videogioco (Direttore del Sedgewick)[56]
- Ground Control[57] (Cardinale Aegeri, Terradyne da battaglia, Terradyne Lanciamissili e Aerodyne da caccia)
- Ground Control: Dark Conspiracy[58] (Decano Jarred Stone, Wallace Davidson, Ingegneri, Terradyne Lanciamissili e da battaglia, Carro Armato pesante)
- Heart of Darkness[59] (Grande saggio)
- Lo Hobbit[60] (Bofur e voce narrante)
- Imperivm: Le grandi battaglie di Roma[61] (Arciere)
- Imperivm: Le guerre puniche[62] (Asdrubale, Quinto, Duronix, Ballar, Scipione l'Africano, Tulonio e Arciere gallo)
- Jack Keane: Al riscatto dell'Impero britannico[63] (Capitano Beckins e Murphy)
- The Journeyman Project 2 - Buried In Time[64] (Arthur, Agente 8 e Guardie del castello)
- The Journeyman Project 3 - Il retaggio del tempo[65] (Reverendo Thomas, Amun custode del mulino, Gengis Khan e Spirito Sosiqui)
- Hollywood Monsters[66] (Ron Ashman)

## Filmografia

### Cinema
- Dolce assenza (1986)
- Strane storie - Racconti di fine secolo, regia di Sandro Baldoni (1994)
- La grande prugna, regia di Claudio Malaponti (1999)

### Televisione
- Scatafascio (Italia 1)
- Zelig - Facciamo Cabaret (Italia 1)
- Zelig Circus (Canale 5)
- Don Tonino (Canale 5) (1990) serie TV - episodio: "Don Tonino e la setta del sacrificio"
- Casa Vianello (Canale 5) (1992) sitcom - Episodio Festival
- Finalmente soli (Canale 5) (1999) sitcom
- Il mammo (Canale 5) (2005) sitcom - Episodio: ''Ferdinando''
- Voce dei promo di Italia 1 (1999-2001)
- Italian Stand Up (2019) - Episodio 12
- Bar Stella (2021-2022) (Rai 2)[67]